# Embazaur
Embazaur (Embasaurus minax) – dwunożny, mięsożerny dinozaur z grupy teropodów (Theropoda); jego nazwa znaczy "jaszczur znad (rzeki) Emba".
Żył w okresie wczesnej kredy (ok. 143-128 mln lat temu) na terenach Azji. Długość ciała ok. 8 m, wysokość ok. 3,5 m, masa ok. 4 t. Jego szczątki (części kręgosłupa) znaleziono w Kazachstanie.
Odnaleziono nieliczne fragmenty szkieletu, dlatego nie określono dokładniejszej pozycji systematycznej tego teropoda.